# Meda (Italia)
Meda (Mede in dialetto brianzolo) è un comune italiano di 23 616 abitanti della provincia di Monza e della Brianza in Lombardia.
È celebre per l'industria del design e per la storica produzione artigianale di mobili classici e in stile.

## Geografia fisica
Il comune è situato nella bassa Brianza. Confina a Nord-Est con Cabiate, a Nord-Ovest e a Ovest con Lentate sul Seveso, a Ovest anche con Barlassina, a Sud con Seveso e a Est con Seregno. 

### Morfologia del territorio
Il territorio si estende nell'alta pianura ai piedi dei primi colli brianzoli. 
Schematicamente lo si può suddividere in quattro terrazzi d'ordine e d'età diversi. La zona a est del comune, verso Seregno, fa parte del livello fondamentale della pianura, formata da depositi fluvioglaciali della glaciazione Würm, con un'altitudine che varia dai 219 m s.l.m. al confine con Seveso ai 235 m al confine con Cabiate.
Nella parte centrale dove scorre il torrente Terrò/Certesa è ribassata di qualche metro rispetto alla piana circostante senza separarsi drasticamente da essa con alcun orlo netto. Fa parte del sintema del Po, unità geologica che sta a indicare le alluvioni dei fiumi. 
Nella zona settentrionale è presente un terrazzo d’origine antica (della glaciazione Mindel) che si protrae come ultima lingua della Brianza fino al cuore della città. Sempre formata da depositi fluvioglaciali, rispetto alle piane limitrofe è molto più ondulata a causa della presenza di numerosi torrentelli che trasversalmente scendono fino alla piana alluvionale recente creando profonde vallette, ma non solo, anche a causa della presenza di numerose ex cave d'argilla create dall'uomo, vista la ricchezza che il terreno possiede. Sulla punta finale sorge il centro storico-religioso di Meda, nella piazza Vittorio Veneto, dichiarato dalla regione Lombardia bene paesaggistico di notevole interesse pubblico. Presenta un'altitude che varia dai 245 m s.l.m. della punta ai 270 m, ai confini più lontani, con Lentate. Si separa con le piane circostanti con un orlo di terrazzo che varia dai 20 ai 25 m.
Infine nella zona orientale limitrofa all'altopiano principale, è sita la piana intermedia (della glaciazione Riss) che continua come un rettangolo fino ai confini con Lentate. Sempre di natura fluvioglaciale non evidenzia nessuna distorsione della piana a differenza di quella mindeliana. Essa si separa dall'alluvione recente con un orlo di 15-20 m e presenta un'altitudine che varia dai 231 m s.l.m. in centro fino ai 245 m nei pressi della Cascina Bianca a Lentate.
Ci sarebbe da distinguere, tra questi anche la zona del centro, che rappresenta un'area di raccordo tra l'ultima alluvione e i terrazzi antichi e intermendi, avendo un'acclività maggiore rispetto alle piane circostanti.
Complessivamente l'altitudine di Meda va dai 214 m s.l.m. ai 270 m, con centro a 221 m.

### Idrografia
Meda è attraversata dal torrente Certesa (detto Tarò), affluente del fiume Seveso: ne confluisce a Cesano Maderno.
Il territorio è attraversato da numerosi altri torrenti che scendono dall'altopiano creando vallette profonde trasversali con andatura nord ovest-sud est. Tra questi troviamo il torrente della Valle di Cabiate al confine con l'omonimo comune e la valle della Brughiera. Questi nati in territorio di Figino Serenza e Lentate sul Seveso, sfociano entrambi nel Certesa. Altri torrenti, invece, trovano fine all'interno dell'acquedotto locale.
Troviamo anche alcuni specchi d'acqua tutti d'origine artificiale, creati dal riempimento di ex cave d'argilla scavate dall'uomo tra cui la Zoca di Pirutit nel Parco delle Groane e della Brughiera Briantea.

## Storia
La storia di Meda è strettamente legata al monastero di San Vittore e alla sua fondazione sulla collina che domina la città, che deve il suo toponimo al termine latino Meta, (cumulo), proprio in riferimento a questa altura.
La leggenda vuole che i santi Aimo e Vermondo, conti Corio di Turbigo, fossero stati assaliti da due cinghiali durante una battuta di caccia e, per salvarsi, si fossero arrampicati su due allori, invocando l'aiuto di Dio, della Madonna e di san Vittore promettendo, se fossero sopravvissuti, di erigere in quei boschi un monastero di clausura di monache benedettine.
I due futuri santi si salvarono e il monastero venne costruito, attorno al 780, nelle vicinanze di una chiesetta, anch'essa dedicata a san Vittore martire, risalente al III secolo e probabilmente derivata da un altare per i Compitalia romani, anticamente dedicato alle divinità familiari e successivamente passato al culto cristiano.
Le prime citazioni di Meda nei documenti risalgono all'851, e al 1036, quando in un atto notarile si fa menzione anche di una chiesa dedicata alla Madonna (successivamente si chiamerà di Santa Maria e San Sebastiano), eretta dai medesi per sottrarsi al controllo della Badessa del convento di San Vittore.
Le controversie tra i medesi e il monastero (che necessitarono dell'intervento arcivescovile, papale ed imperiale) iniziarono nel 1138 a seguito di un conflitto di competenze sulla nomina del cappellano di S. Maria tra la badessa Martina e il prevosto di Seveso e continuarono anche dopo il 1211, quando i medesi ottennero la nomina di una podestà da parte del Comune di Milano. La badessa non riconosceva però né l'autorità né gli atti del podestà finché, il 10 dicembre 1252 la nuova Badessa Maria da Besozzo rinunciò davanti ai capi-famiglia di Meda, ai rappresentanti del Comune di Milano e dell'arcivescovo, alla sua sovranità politica, amministrativa ed economica sul territorio di Meda.
Il monastero ospitò nel 1194 l'Imperatore Enrico VI e la moglie Costanza d'Altavilla, già incinta del figlio Federico II in viaggio dalla Germania (come ricordato da una lapide posta su una parete che delimita il sagrato della chiesa di San Vittore) e, il 31 agosto 1496, Meda fu teatro dell'incontro di Massimiliano d'Asburgo e il Duca di Milano Ludovico il Moro, accompagnato dalla moglie Beatrice D'Este, con i rappresentanti degli Stati italiani e il legato del Papa, come testimonia la lapide marmorea, posta dall'associazione Amici dell'Arte di Meda nel 1991, sulla "Cà Rustica" all'inizio del vicolo di Santa Maria in piazza Vittorio Veneto.
Con il passare degli anni, il territorio di Meda venne governato prima dai Visconti e dagli Sforza di Milano, poi nel XVI secolo fu oggetto di scontri tra Francia e Spagna, che ne ottenne il potere a seguito della pace di Cateau-Cambrésis del 1559; agli inizi del XVIII secolo il territorio passò in mano agli austriaci e alla fine dal secolo all'esercito napoleonico, con la soppressione del monastero datata 1798. Meda tornò successivamente in mano agli Asburgo e, in seguito alla seconda guerra di indipendenza, entrò a far parte del neonato Regno d'Italia.
In territorio medese, al confine con il comune di Seveso sorgeva l'ICMESA, tristemente divenuta famosa nel 1976 per il rilascio di diossina che si propagò in molti comuni della Brianza. Il fatto è noto come "Disastro di Seveso".

### Simboli
Lo stemma è stato riconosciuto con decreto del capo del governo del 28 gennaio 1936.
Il gonfalone, concesso con decreto del presidente della Repubblica del 2 aprile 1955, è un drappo partito di giallo e di rosso.

## Monumenti e luoghi d'interesse

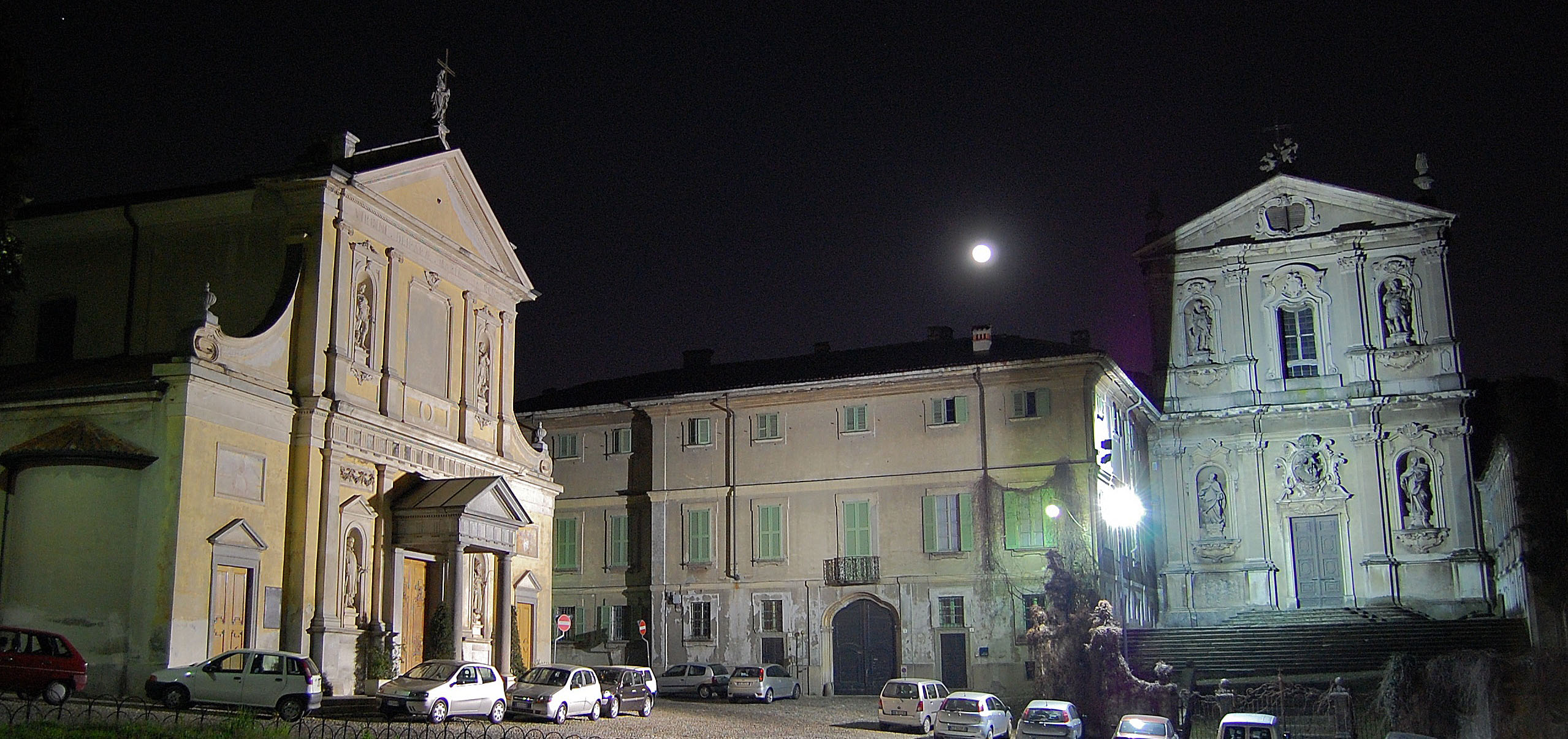
Vista notturna del santuario del Santo Crocifisso e della Villa Antona Traversi, con la Chiesa di San Vittore

Si segnala la Villa Antona Traversi, risultato della trasformazione operata dall'architetto Leopoldo Pollack del precedente complesso che formava il Monastero di San Vittore, fondato sul finire dell'VIII secolo soppresso il 28 maggio 1798, quando venne acquistato dal mercante marsigliese Giovanni Giuseppe Maunier, che commissionò i lavori. Resta intatta la chiesa di San Vittore (1520), che contiene un ciclo di affreschi di Bernardino Luini e della sua scuola, una pala d'altare del 1626 di Giovan Battista Crespi detto il Cerano, due affreschi attribuiti a Giulio Campi, ed un Compianto sul Cristo Morto, composto da nove statue lignee di autore ignoto e dalla datazione incerta, comunque compresa tra il XV e XVI secolo. Vi è, inoltre, la chiesa di Santa Maria in piazza Vittorio Veneto, ora Santuario del Santo Crocifisso, affrescata da Luigi Morgari con l'aiuto del medese Primo Busnelli. All'interno è custodito un antico crocifisso, ricordato dai medesi per l'evento del 2 agosto 1813, quando allo stesso fu attribuita la salvezza della popolazione riunita numerosissima in chiesa e colpita da un fulmine, che attraversò tutto l'edificio sacro senza però causare danni alle persone. La data del 2 agosto è pertanto celebrata con la benedizione della città, impartita con il simulacro del Santo Crocifisso dall'antica piazza.
La chiesa della parrocchia centrale di Santa Maria Nascente è stata progettata dall'architetto Paolo Mezzanotte più noto per la realizzazione di Palazzo Mezzanotte a Milano, sede della Borsa. È stata consacrata il 9 settembre 1956 dall'allora cardinale Montini divenuto poi Papa Paolo VI. Il grande edificio sacro è a croce latina, ad una sola navata, con una cupola dal diametro di 22,40 metri ed un'altezza di 43 metri, ed occupante una superficie di ben 2520 metri quadri, contiene opere d'arte quali un dipinto della Madonna proveniente dalla chiesa di San Vittore ed attribuito a Bernardino Luini, una Via Crucis lignea dello scultore Cesare Busnelli, un dipinto di San Giuseppe Falegname di Umberto Caimi, un grande Cristo opera lignea del medese Tito Meneghetti ed un affresco di Rivetta nel battistero.
Da segnalare sono anche la millenaria chiesetta dedicata ai santi Nazario e Celso, sul confine con Seveso, che apparteneva all'antico comune di Farga (poi soppresso nella prima metà del 1700 e diviso tra i comuni di Meda, Seveso e Barlassina), il Chiesino del Redentore di piazza Cavour, il complesso di casa Ferrario della seconda metà del 1800, il grande monumento/ossario ai Caduti di tutte le guerre di piazza Vittorio Veneto, con la scultura bronzea chiamata la "Vittoria Alata" di Cesare Busnelli, così come dello stesso Busnelli è il monumento al Donatore in piazza Cavour. In piazza del Lavoratore si trova invece il monumento al Falegname, una stele bronzea con bassorilievi dello scultore milanese Virginio Ciminaghi.

## Società

### Evoluzione demografica
Abitanti censiti

### Religione

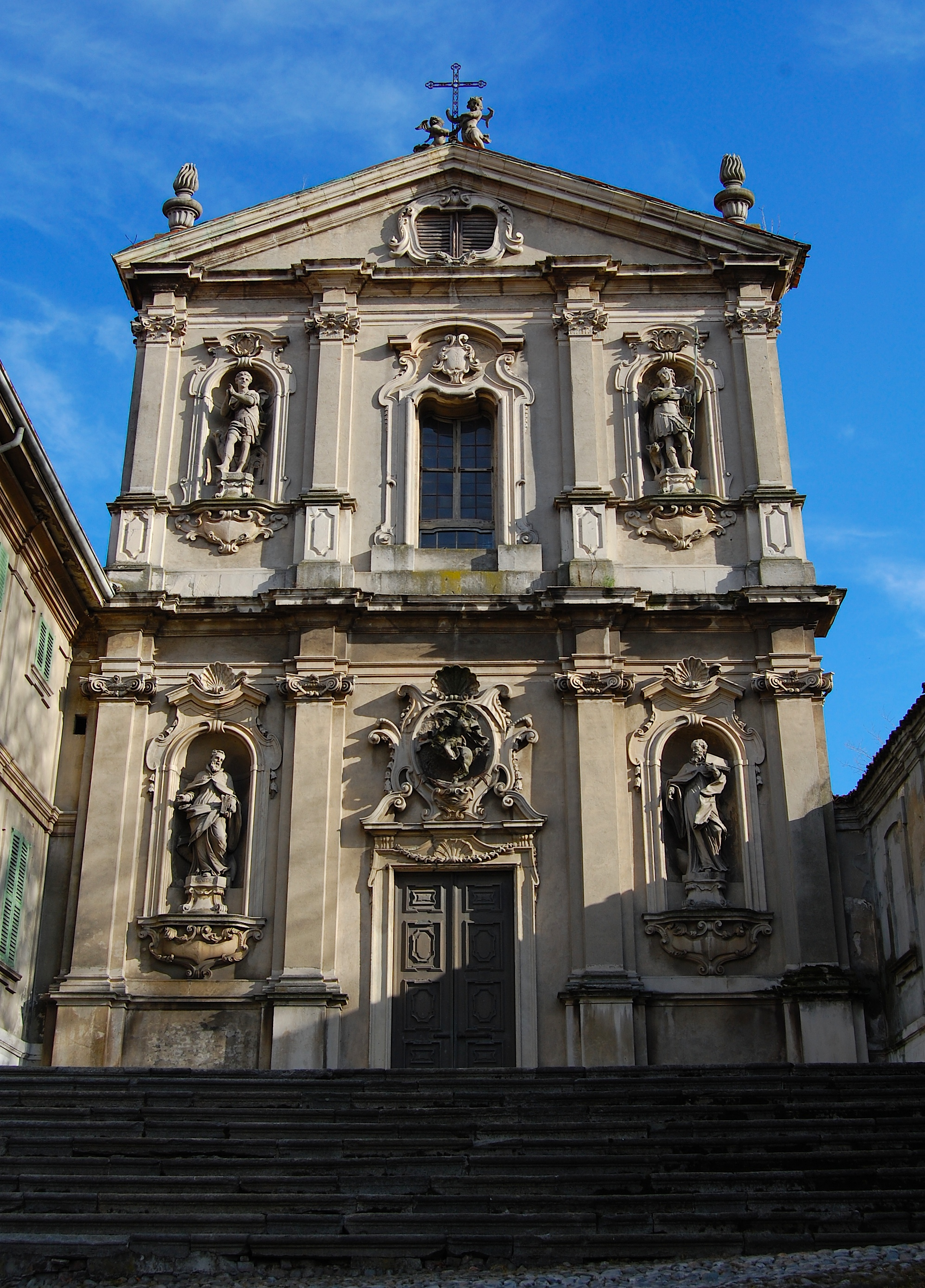
Chiesa di San Vittore (1520)

Per secoli la chiesa di S. Maria Nascente è stata l'unica sede parrocchiale presente sul territorio: la prima testimonianza scritta della sua presenza risale al 1036. Poi divenuta Santuario del Santo Crocifisso, si trovava in piazza Vittorio Veneto in alto sulla collina. Nel 1956 è stata sostituita dalla nuova parrocchiale con medesimo titolo, situata dietro al municipio. Solo intorno alla metà del Novecento, con l'aumento della popolazione, venne eretta la parrocchia di Madonna di Fatima, nel quartiere Polo, e all'inizio degli anni settanta anche quella di S. Giacomo Apostolo. Le tre parrocchie sono state riunite nella Comunità Pastorale del Santo Crocifisso. Vi sono poi altre due parrocchie che insistono su alcune parti del territorio comunale appartenenti ad altre Comunità pastorali: la parrocchia di San Giovanni Bosco del Ceredo di Seregno/Meda e la parrocchia di San Pietro Martire di Seveso/Meda.

### Tradizioni e folclore
Nella notte del 17 gennaio, in occasione della ricorrenza di Sant'Antonio Abate, in varie zone della città si accendono i tradizionali "Falò di Sant'Antonio", un tempo preparati con i "margasch" (le piante secche del granoturco), i quali simboleggiano l'addio all'anno passato ed il benvenuto propiziatorio all'anno nuovo appena iniziato. Anticamente si credeva inoltre che il fuoco portasse via l'herpes zoster, noto come "fuoco di Sant'Antonio", tradizione quest'ultima diffusa in vari paesi della Brianza.
Meda viene citata nel romanzo I promessi sposi di Alessandro Manzoni come paese di origine della conversa che, avendo scoperto la tresca della Monaca di Monza con Egidio, ne fa parola con la suora e successivamente scompare. Secondo documenti storici la conversa, nella realtà, sarebbe stata effettivamente una donna medese chiamata Caterina Cassini, uccisa dall'amante di suor Virginia De Leyva, Gian Paolo Osio, nel 1606.

## Cultura

### Cinema
A Meda è stato ambientato e girato Il posto, film del 1961 di Ermanno Olmi.

### Biblioteche
La Biblioteca Civica "Monsignor Oscar A. Romero" di Meda fa parte del Sistema Bibliotecario Brianza Biblioteche. Il 1º aprile 2012 ne è stata inaugurata la nuova sede, progettata da Marco Muscogiuri e Alterstudio Partners, denominata "Medateca" e finalista al concorso per la medaglia d'oro all'Architettura Italiana 2012 della Triennale di Milano.
Dal 1985 a Meda ha sede l'Emeroteca Italiana, archivio privato di giornali e periodici, i cui esemplari più antichi risalgono alla fine del Settecento.

### Scuole
- Scuole medie statali Anna Frank e Giannino Antona Traversi
- Liceo classico, scientifico, delle scienze applicate e linguistico Marie Curie
- Istituto professionale di stato Don Lorenzo Milani
- Centro di Formazione Professionale Giuseppe Terragni

## Amministrazione
| Periodo | Periodo   | Primo cittadino           | Partito              | Carica  | Note                                                           |
| ------- | --------- | ------------------------- | -------------------- | ------- | -------------------------------------------------------------- |
| 2017    | in carica | Luca Santambrogio         | Lega Nord            | Sindaco | È anche presidente della Provincia di Monza e Brianza dal 2019 |
| 2012    | 2017      | Giovanni Giuseppe Caimi   | Partito Democratico  | Sindaco |                                                                |
| 2012    | 2013      | Giorgio Fiorenzo Taveggia | Lega Nord            | Sindaco | [ 13 ]                                                         |
| 2012    | 2012      | Giovanni Giuseppe Caimi   | Partito Democratico  | Sindaco | [ 14 ]                                                         |
| 2007    | 2012      | Giorgio Fiorenzo Taveggia | Lega Nord            | Sindaco |                                                                |
| 2002    | 2007      | Adelio Asnaghi            | Polo delle Libertà   | Sindaco |                                                                |
| 1992    | 2002      | Giorgio Fiorenzo Taveggia | Lega Nord            | Sindaco |                                                                |
| 1984    | 1992      | Enrico Mario Tagliabue    | Democrazia Cristiana | Sindaco |                                                                |
| 1965    | 1984      | Fabrizio Malgrati         | Democrazia Cristiana | Sindaco |                                                                |

## Infrastrutture e trasporti
La stazione di Meda, posta lungo la ferrovia Milano-Asso di Ferrovienord, è servita dai treni regionali operanti la tratta Canzo-Asso-Milano Cadorna e da alcune coppie della linea suburbana S2 (Mariano Comense - Milano Rogoredo); entrambi i servizi sono eserciti da Trenord nell'ambito del contratto di servizio stipulato con la Regione Lombardia.
Dal 1912 al 1952 il comune fu inoltre servito dalla tranvia Monza–Meda–Cantù (ad oggi, la linea C80 di ASF Autolinee ricopre in massima parte il suo tracciato). Da Meda transita anche la linea z166 (Copreno - Camnago FNM/FS - Meda - Seregno) di Airpullman, attiva tuttavia solo in periodo scolastico.
La città è attraversata dalla ex Strada statale 35 dei Giovi, comunemente chiamata Milano-Meda.

## Sport
La principale squadra di calcio cittadina è il Meda, la cui tradizione sportiva, iniziata nel 1913, si è perlopiù dipanata nel dilettantismo, con l'eccezione di cinque stagioni consecutive nel campionato di Serie C2 tra il 1998 e il 2004. Il calcio femminile è rappresentato dalla società Real Meda. Le gare casalinghe delle suddette squadre hanno sede allo stadio Mino Favini (ove altresì gioca il Renate, club professionistico del comune limitrofo privo di un proprio campo interno omologato) e allo stadio Luigi Busnelli, entrambi ricompresi nel centro polisportivo del Bosco delle Querce in via Icmesa.
Altre realtà sportive cittadine, tutte a carattere dilettantistico, sono la società pallavolistica New Volley Brianza, la Società Ginnastica Meda, vincitrice di 11 titoli italiani di Serie A, la Virtus Meda Basket, la Compagnia D'Archi e la squadra di Cricket la Super Cricket Meda.
In ragione della propria lunga e prestigiosa tradizione nella ginnastica artistica, Meda ha ospitato le edizioni 2006, 2009 e 2011 dei campionati italiani assoluti.
Il Giro d'Italia ha più volte toccato Meda come partenza o arrivo di tappa:
- 1979 13ª tappa, Aosta - Meda, vinta da Dino Porrini;
- 1989 17ª tappa, Sondrio - Meda, vinta da Phil Anderson;
- 2000 16ª tappa, Brescia - Meda, vinta da Fabrizio Guidi;
- 1979 14ª tappa, Meda - Bosco Chiesanuova, vinta da Bernt Johansson;
- 1989 19ª tappa, Meda - Tortona, vinta da Jesper Skibby;
- 1996 18ª tappa, Meda - Vicenza, vinta da Mario Cipollini;
- 2000 17ª tappa, Meda - Genova, vinta da Álvaro González de Galdeano.